# 麻秧街道
麻秧街道，是中华人民共和国四川省绵阳市盐亭县曾经下辖的一个街道。
原为麻秧乡，2016年撤乡设街道。2019年12月，撤销麻秧街道，将其所属行政区域划归巨龙镇管辖。

## 行政区划
麻秧街道撤销前下辖以下地区：
下月圆社区、望江村、胜利村、龙骨村、檬子村、红果村、南岳村和天水村。